# Château de Baruth
Le château de Baruth (Schloß Baruth) est situé à Baruth/Mark (arrondissement de Teltow-Fläming) au sud de l'État de Brandebourg.

## Histoire
Il y avait sur ce lieu un château fort datant de 1147, construit par les chevaliers de Slevin (ancêtres des Schlieben et des Schlieffen), qui fut détruit pendant la guerre de Trente Ans. La famille von Schlieben y demeure jusqu'en 1582, puis il est acquis ainsi que ses terres par les comtes zu Solms en 1596 qui étaient déjà propriétaires de la seigneurie de Sonnenwalde. Le comte Otto zu Solms et ses descendants détiennent de hauts postes à la cour de Saxe à Dresde. Ils possèdent aussi Mahlsdorf et Zesch.
Un petit château, appelé aujourd'hui Frauenhaus (maison des dames) est construit en 1671. Il se trouve à main droite du château actuel. Il est agrandi dans les décennies suivantes, puis le comte Friedrich Gottlob Heinrich zu Solms-Baruth (1752-1787) fait construire un pavillon baroque, servant d'orangerie, terminé en 1775 et agrandi plus tard pour devenir résidence de maîtres. Il est agrandi encore d'une aile est au début du XIXe siècle (partie habitée par la famille zu Solms) et ouest en 1912-1913. Le parc romantique est aménagé en 1838 selon un plan du célèbre Peter Joseph Lenné.
Le gouvernement du Brandebourg a participé au financement de la restauration du château en 2008 qui a coûté un million d'euros.

## Source
- (de) Cet article est partiellement ou en totalité issu de l’article de Wikipédia en allemand intitulé « Schloss Baruth » (voir la liste des auteurs).